# Fugnido
Fugnido (także Funyido) – miasto w zachodniej Etiopii (Region Ludów Gambeli, woreda Gog, Strefa Agnewak). Według danych szacunkowych na rok 2010 liczy 3 332 mieszkańców Ośrodek przemysłowy.